# جاکو (جنگ ستارگان)
جاکو (به انگلیسی: jakku) یک سیاره کویری، برای اولین بار در جنگ ستارگان: نیرو برمی‌خیزد ظاهر شد. جاکو یک سیاره دور افتاده و بدون قانون وضع شده‌است. این سیاره محل شخصیت اصلی فیلم یعنی ری (دیزی ریدلی) است.
این سیاره همچنین در رمان‌هایی مانند جنگ ستارگان: عواقب: پایان امپراتوری (۲۰۱۷) اثر چاک وندیگ به تصویر کشیده شده است.
صحنه‌های جاکو در ربع‌الخالی فیلم‌برداری شده‌است.
جاکو اولین بار در دو رمان منتشر شده در 4 سپتامبر 2015 معرفی شد: 
جنگ ستارگان: پس از چاک وندیگ (2015) و ستارگان گمشده کلودیا گری. دومی برخی از نبرد جاکو را به تصویر می کشد، رویارویی نهایی بین نیروهای امپراتوری کهکشانی و جمهوری جدید بر سر این سیاره. این نبرد همچنین در کتاب پایانی سه گانه پس از وندیگ، پایان امپراتوری (2017)، به تصویر کشیده شده است. کتاب مرجع The Force Awakens: The Visual Dictionary [لنگر شکسته] نشان می‌دهد که این نبرد یک سال و چهار روز پس از نبرد اندور که در Return of the Jedi به تصویر کشیده شده است، رخ می دهد و آخرین جایگاه اصلی امپراتوری و نبرد کهکشانی است.

## نیرو برمی‌خیزد ۲۰۱۵
جاکو یک سیاره در حومه کهکشان، برای اولین بار در جنگ ستارگان: نیرو برمی‌خیزد ظاهر شد. پو دامرون (اسکار آیزاک) یک خلبان جنگنده ضربدر بال مقاومت، برای یک مأموریت به جاکو می‌آید و توسط محفل یکم دستگیر می‌شود اما او اطلاعاتی که محفل یکم به دنبال آن می‌گردند را به بی‌بی-۸ می‌سپارد. خود او نیز با کمک فین با یک جنگنده پولک بال فرار می‌کند. در همین حال او ناپدید می شودو تصور بر این است که او مرده. سپس فین با ری که یک زباله گرد در جاکو است، بی‌بی-۸ را با میلینیوم فالکون که ۳۰ سال در آن سیاره مانده بود، از جاکو خارج می‌کنند.
این سیاره اولین بار در تیزر تریلر نوامبر 2014 برای اولین فیلم از سه گانه دنباله جنگ ستارگان، The Force Awakens (2015) دیده شد. کارگردان و یکی از فیلنامه نویسان این فیلم، جی جی آبرامز، برای اولین بار نام آن را در جشن جنگ ستارگان در آوریل 2015 ذکر و Jakku را به عنوان صحنه در تریلرها معرفی کرد و نشان داد که شخصیت ری (دیزی ریدلی) در آنجا زندگی می کند.
صحنه های جاکو در بخش امارات متحده عربی صحرای روب الخالی، که تحت صلاحیت امارت ابوظبی است، فیلمبرداری شده است.در مراحل اولیه توسعه مفهوم، این سیاره به عنوان یک "سیاره آشغال" تصور می‌شد که "بقایای فیلم های قبلی جنگ ستارگان" را در خود جای داده است. طرح های استفاده نشده برای Tatooine توسط هنرمند مفهومی سه گانه اصلی رالف مک کواری برای نمای بیرونی تغییر کاربری داده شد. برخی از جاکو انتقاد کرده‌اند که اساساً همان سیاره تاتوئین است و تنها نام آن منحصر به فرد است.